# L'amante bilingue
L'amante bilingue (El amante bilingüe) è un film del 1993 diretto da Vicente Aranda. 
Il film, di produzione italo-spagnola, è tratto dall'omonimo romanzo di Juan Marsé ed è stato interamente girato e ambientato a Barcellona. Il bilinguismo del titolo si riferisce alla condizione sociopolitica della Catalogna, tradizionalmente animata da tensioni indipendentiste.

## Trama
Antefatto: il film si apre sulla Barcellona della fine degli anni '80, in cui il giovane e modesto Juan Mares incontra la bella e ricca Norma Valentì che lo seduce durante l'occupazione di una galleria d'arte per motivi politici, a cui entrambi sembrano poco interessati. Il giorno dopo lui è già a casa dei Valentì, e di lì a poco sposerà Norma. Presente: sono passati alcuni anni e il rapporto tra Norma, una donna realizzata di professione sociolinguista, e Juan, che di lavoro fa il cantante di strada, è in difficoltà anche a causa dei frequenti tradimenti di lei, che ha forti appetiti sessuali con degli accenti di feticismo (ama appendere delle scarpe da uomo al membro maschile in erezione). Un giorno, al rientro in casa Juan scopre Norma con un lustrascarpe: in seguito a una furiosa litigata i due si lasciano. Alcuni giorni dopo, mentre è in strada a guadagnarsi da vivere, Juan resta vittima di un incidente: un gruppo di giovani rivoltosi che lottano per l'indipendenza catalana, lancia una bomba molotov che colpisce Juan, sfigurandolo. Juan poco per volta va incontro a uno sdoppiamento di personalità: complice una valigia di travestimenti usata da suo padre anni prima, Juan diventa Faneca, un affascinante e misterioso uomo d'affari che proviene dalla Murcia (regione a sud della Catalogna). Per provare la sua nuova identità seduce la vicina di casa Griselda e ritrova la ex moglie Norma, la donna che non ha mai dimenticato nonostante siano passati alcuni anni, iniziando a frequentarla sotto mentite spoglie. In questa nuova veste Juan/Faneca riuscirà nuovamente a sedurre Norma, fino all'ultimo infuocato rapporto sessuale.

## Distribuzione
Il film è stato distribuito il 1º aprile 1993 in Spagna (dove incassò circa 122.858 pesetas, pari a circa un miliardo e mezzo di lire italiane), in Italia (all'inizio di settembre 1993 con un incasso di circa un miliardo di lire) e successivamente in Brasile, Polonia, Russia e Turchia.

## Accoglienza

### Critica
Il film di Vicente Aranda arriva dopo il recente successo di pubblico e di critica di due anni prima, ovvero Amantes, grazie al quale la sua protagonista Victoria Abril vinse il premio per la miglior interpretazione femminile al Festival del Cinema di Berlino. Anche per via della grande attesa che aleggiava intorno a questo titolo, alla sua uscita fu accolto in maniera piuttosto tiepida, sebbene il film sia molto meno semplice di quanto a prima vista possa sembrare: infatti in esso si mischiano i registri della commedia, del dramma, dell'erotismo e addirittura della denuncia sociale (la rappresentazione di una Spagna già fortemente divisa dalle spinte indipendentiste dei catalani). Forse proprio il suo giocare su più campi senza la necessaria disinvoltura e fluidità, lo rende un esperimento riuscito a metà, in cui alle ambizioni non corrispondono i risultati. E' da ricordare in quanto è la  performance più sensuale di Ornella Muti in età matura (aveva 37 anni al momento delle riprese) e anche per la scena di sesso finale (narrativamente importantissima), che inizialmente non doveva essere inclusa nella versione italiana, ma che poi si decise di inserire anche a costo di subire quello che oggi sembra un assurdo divieto ai minori di 18 anni. Non a caso la scena dell'amplesso finale è l'unica che non risulta doppiata nella versione italiana (proprio perché non doveva essere inclusa). Il film ricevette la candidatura ai premi Goya per la miglior sceneggiatura non originale.